# Mesodma
Mesodma es un género extinto de mamífero multituberculado de la familia Neoplagiaulacidae que apareció en el período Cretácico y terminó extinguiéndose en el Paleoceno.